# Parafia Najświętszej Maryi Panny Królowej Polski w Stróży
Parafia Najświętszej Maryi Panny Królowej Polski w Stróży – rzymskokatolicka parafia znajdująca się w archidiecezji krakowskiej, w dekanacie Pcim, w Polsce.